# كاران أشلي
كاران أشلي (بالإنجليزية: Karan Ashley)‏ هي ممثلة أمريكية، ولدت في 28 سبتمبر 1975 بأوديسا في الولايات المتحدة.

## وصلات خارجية
- كاران أشلي على موقع IMDb (الإنجليزية)
- كاران أشلي على موقع ألو سيني (الفرنسية)
- كاران أشلي على موقع أول موفي (الإنجليزية)
- كاران أشلي على موقع قاعدة بيانات الفيلم (الإنجليزية)